# Comme vulesse ancor
Comme vulesse ancor è un singolo di Natale Galletta, pubblicato nell'autunno del 2002 dal Fonotil.